# Ernst Klepp
Ernst Klepp (24 de diciembre de 1889 - 18 de agosto de 1958) fue un general de infantería y jurista austríaco, de Preßburg, Austria-Hungría, que sirvió en el Ejército austrohúngaro y en el ejército de la Alemania Nazi.

## Biografía
Klepp asistió a la Academia Militar Teresiana y se incorporó al ejército austrohúngaro el 18 de agosto de 1910. Luchó en la I Guerra Mundial como jefe de pelotón y comandante de compañía. Tras el fin de la I Guerra Mundial, sirvió en el mando de tierra de Estiria, la oficina administrativa del ejército en Graz y en el 10.º Regimiento Alpenjäger. En 1924, obtuvo un Doctorado en Derecho (Dr. jur.).
Tras la Anexión de Austria por Alemania en 1938, fue asignado al personal de la 45.ª División de Infantería y después a la 18.ª División de Infantería del Heer alemán. Luchó en el frente oriental como comandante del 526.º Regimiento de la 298.ª División de Infantería y fue condecorado con la Medalla del Frente Oriental y la Cruz Alemana en Oro. En abril de 1942, fue promovido a mayor general y nombrado comandante de la 370.ª División de Infantería que dirigió en la batalla del Cáucaso. Por un periodo de dos meses, comandó la 4.ª División de Campo (Luftwaffe) cerca de Vitebsk.
En 1944, fue nombrado comandante de la 133.ª División de la Fortaleza de Creta y promovido a teniente general. En 1945 fue hecho comandante de la 702.ª División de Infantería en Noruega.

## Muerte
Después de la rendición de Alemania en mayo de 1945, Klepp fue capturado, retenido en Island Farm y liberado en 1947. Murió en Graz en 1958.